# VII Rugby Torino
L'Associazione Sportiva Dilettantistica VII Rugby Torino, o anche Settimo Rugby Torino, è un club italiano di rugby a 15 di Torino con sede a Settimo Torinese.
Nato come Rugby Torino, il club fa risalire la sua data di nascita al 1910, che vide nel capoluogo piemontese sia il primo incontro di rugby in Italia che la nascita della prima squadra di rugby nel Paese; tuttavia non è prima del 1933 che una squadra riconducibile a quella attuale operò a Torino nei campionati nazionali.
Il periodo migliore della squadra fu nel quinquennio 1975-80, corrispondente con la militanza in massima serie.
Da allora la squadra ha militato nelle categorie inferiori e, dopo una rifondazione e un cambio di sede sociale, opera a Settimo Torinese e dalla stagione 2017-18 milita nella serie A nazionale (secondo livello del campionato) dopo la promozione avvenuta nel campionato di serie B 2016-17.

## Storia
Le prime documentate tracce di rugby in Italia risalgono al 1910, quando a Torino si tenne un incontro dimostrativo tra i parigini del Racing Club de France e i ginevrini del Servette; sulla scia di tale evento nacque, il 18 giugno 1910, un estemporaneo Rugby-Club Torino che disputò un solo incontro amichevole contro una selezione di rugby del Pro Vercelli per poi scomparire.
Con la nascita del campionato italiano di rugby nel 1928-29, diverse squadre del capoluogo piemontese parteciparono alla competizione, tra cui il Gruppo Sportivo Michelin e il Gruppo Sportivo FIAT; nel 1933 si riunirono sotto il patronato di Theo Rossi di Montelera a formare l'Associazione Rugby Torino, che prese parte al suo primo campionato nel 1933-34 e adottò come impianto interno lo stadio di Corso Marsiglia, di proprietà della Juventus e stadio di casa di detta società fino al 1931.
L'A.R. Torino rimase nel campionato di serie A fino al 1940-41, poi l'arrivo della guerra cessò l'attività rugbistica nazionale, e dopo la fine del conflitto l'attività fu ricostruita intorno alla Reale Società Ginnastica, che assorbì gli elementi del vecchio A.R. Torino e del GUF Torino per formare una propria équipe che, nel 1946-47, si aggiudicò il titolo di campione d'Italia.

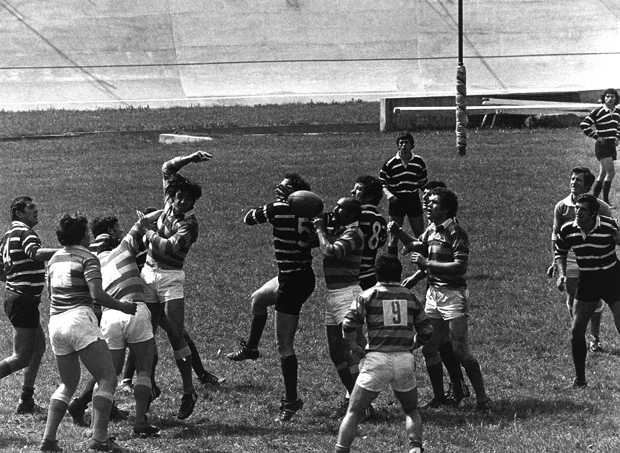
Una fase di Rugby Torino - Rugby Roma al Motovelodromo, campionato 1975-76

La Ginnastica, tuttavia, nel 1950 decise di abbandonare il rugby a 15 per tentare l'avventura nel 13 (con il nome di Torino XIII) e provare a importare in Italia anche tale altro codice della disciplina; fu al Comunale di Torino che si tenne, in effetti, nel 1952, il primo incontro interno della Nazionale italiana a XIII.
Come risultato, tutti coloro che avevano avuto a che fare con il "tredici" furono squalificati dalla Federazione Italiana Rugby e il "quindici" di fatto sparì da Torino per buona parte del decennio; l'attività fu portata avanti dal CUS Torino, erede del GUF d'anteguerra.
Nel 1965, da una scissione del CUS, nacque di nuovo il Rugby Torino sponsorizzato Bacigalupo, che disputava i suoi incontri interni all'“Angelo Albonico” fin quando rimase in serie C, per poi passare al Motovelodromo di corso Casale a Torino una volta promosso in serie B.
Nel 1975 giunse la promozione in serie A e, con essa, il cambio di sponsor, da Bacigalupo ad Ambrosetti, nome con cui divenne famosa in quanto legata al suo periodo sportivo migliore.
A seguito della retrocessione si formò una squadra scissionista, il Rugby Club Torino che, partito dalla C, giunse in B nel 1982 proprio mentre l'ex Ambrosetti retrocedeva in serie C.
La scissione rientrò e, nel 1987, la società si riformò come Rugby Torino 87 e nel 1994 l'arrivo di uno sponsor di prestigio, il tour operator Going insieme alla presidenza onoraria del club di Piero Chiambretti, fecero sperare in un rilancio nella massima divisione, che tuttavia non avvenne, e nel 1997 un nuovo sponsor si offrì di ristrutturare il Motovelodromo per farne la sede stabile del club; anche in serie C il Rugby Torino continuò a utilizzare lo storico impianto fino al 2000, quando la dirigenza trasferì la sede nell'immediata periferia, a Settimo Torinese, dove il club opera ancora; la squadra disputa le sue gare al locale stadio comunale.
Al termine della stagione 2016-17, battendo nella finale dei play-off nazionale l'Amatori Catania sul doppio incontro, il Settimo ha conquistato la promozione in serie A, secondo livello del rugby nazionale.

## Cronologia
| Cronistoria del VII Rugby Torino |
| --- |
| - 1910 · Formazione del Rugby-Club Torino e immediato scioglimento - 1933 · Formazione dell'Associazione Rugby Torino - 1933-34 · 3º girone B Divisione Nazionale - 1934-35 · 2º girone B Divisione Nazionale - 1935-36 · 2º girone A Divisione Nazionale Eliminato ai quarti di finale - 1938-39 · 5º Divisione Nazionale - 1939-40 · 3º Divisione Nazionale - 1940-41 · 3º girone A Divisione Nazionale - 1941-50 · Inattività - 1950 · Scioglimento societario e confluenza nel XIII della Ginnastica Torino - 1965 · Ricostituzione del Rugby Torino - 1965-66 · Serie C - 1966-67 · Serie C - 1967-68 · Serie C - 1968-69 · Serie C - 1969-70 · Serie C - 1970-71 · Serie C - 1971-72 · Serie C - 1972-73 · Serie C - 1973-74 · Serie B - 1974-75 · Serie B - 1975-76 · 8º serie A - 1976-77 · 10º serie A - 1977-78 · 7º serie A - 1978-79 · 11º serie A - 1979-80 · 12º serie A Retrocessione in serie B - 1980-81 · Serie B - 1981-82 · Serie B Retrocessione in serie C - 1982-83 · Serie C - 1983-84 · Serie C - 1984-85 · Serie C - 1985-86 · Serie C - 1986-87 · Serie C - 1987 · Formazione del Rugby Torino 87 - 1987-88 · Serie B - 1988-89 · Serie B - 1989-90 · Serie B - 1990-91 · Serie B - 1991-92 · Serie B - 1992-93 · Serie B - 1993-94 · Serie B - 1994-95 · Serie B - 1995-96 · Serie B - 1996-97 · Serie B - 1997-98 · Serie C - 1998-99 · Serie C - 1999-2000 · Serie C - 2000 · trasferimento della sede a Settimo Torinese e cambio denominazione in VII Rugby Torino - 2000-01 · Serie C - 2001-02 · Serie C - 2002-03 · Serie C - 2003-04 · Serie C Promozione in serie B - 2004-05 · 11º girone 1 serie B Retrocessione in serie C - 2005-06 · Serie C - 2006-07 · Serie C - 2007-08 · Serie C - 2008-09 · Serie C - 2009-10 · Serie C - 2010-11 · Serie C Promozione in serie B - 2011-12 · 5º girone 1 serie B - 2012-13 · 7º girone 1 serie B - 2013-14 · 8º girone 1 serie B - 2014-15 · 10º girone 1 serie B - 2015-16 · 2º girone 1 serie B Sconfitta finale promozione - 2016-17 · 2º girone 1 serie B Promozione in serie A - 2017-18 · 5º girone 1 Serie A - 2018-19 · 9º girone 1 Serie A 1º girone salvezza - 2019-20 · Serie A - 2020-21 · Serie A |

## Colori sociali e simboli
I colori sociali della squadra sono quelli civici di Torino, il giallo oro e il blu Savoia; lo stemma del club è uno scudo quadripartito con tali due colori, con il blu nell'angolo superiore sinistro.
Al centro dello scudo figura un toro di colore granata che sormonta un pallone da rugby.

## Stadi
Il club disputa i suoi incontri interni presso il campo sportivo comunale di via Cascina Nuova all'incrocio con corso Piemonte a Settimo Torinese.
Esclusa l'esperienza estemporanea del 1910, il primo terreno di gioco fu, dal 1933 fino alla guerra, lo stadio di Corso Marsiglia; l'impianto, di proprietà della Juventus, era stato da questa utilizzata fino all'inaugurazione dello Stadio Mussolini (in seguito Comunale e, oggi, Olimpico); la ricostituita società che ripartì dalla serie C nel 1965 giocava al campo “Angelo Albonico” in via Germagnano, zona industriale Basse di Stura, che fu anche terreno interno del CUS Torino; con la salita in serie B e per gli anni a seguire il Rugby Torino utilizzò il Motovelodromo, oggi Fausto Coppi, tenuto per tutto il periodo di permanenza nel capoluogo e anche una volta trasferitosi di sede a Settimo, fino al 2002.